# Mátészalka földrajza

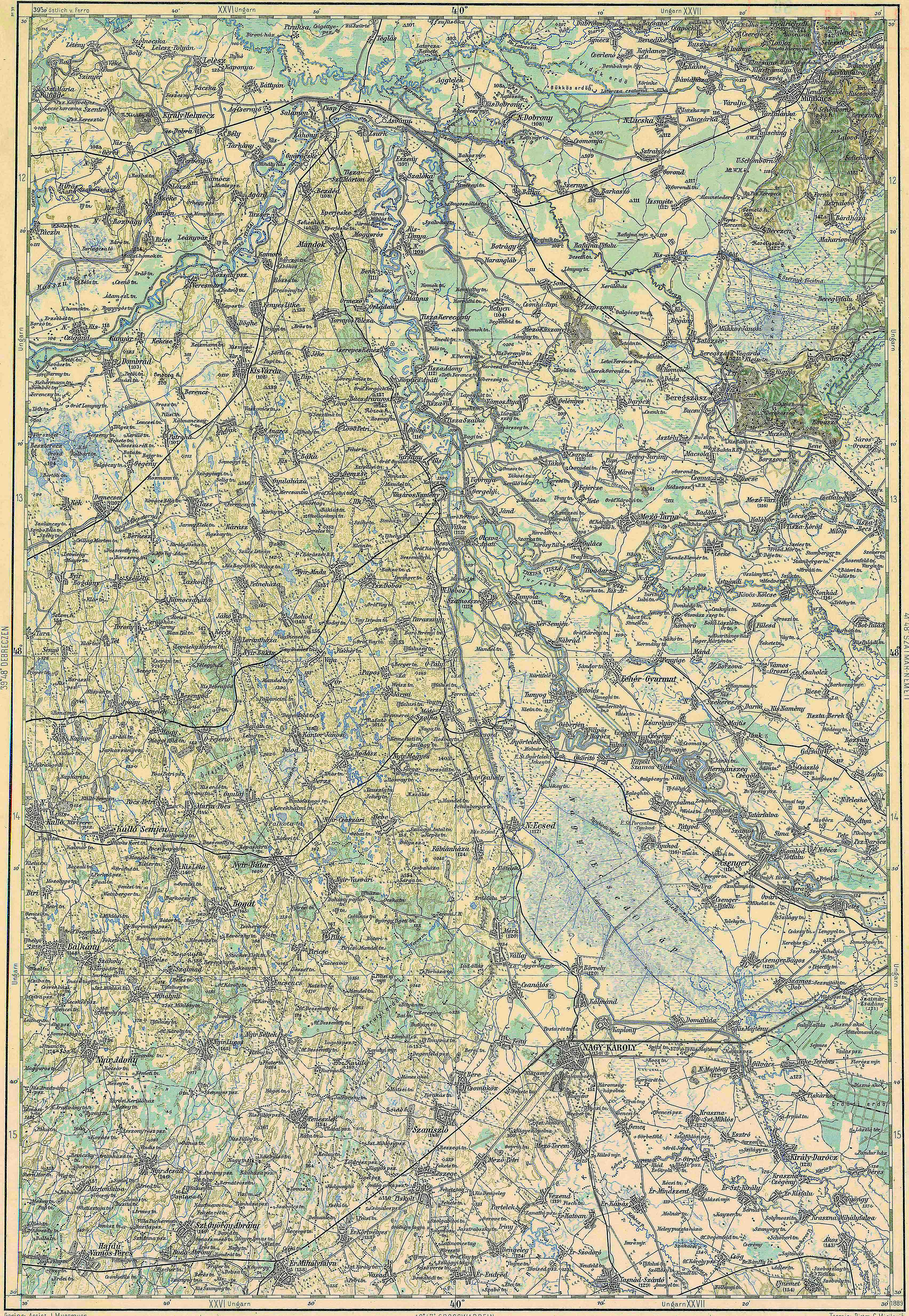
Mátészalka egy 1884 körüli térképen, az Ecsedi-láp lecsapolása előtt

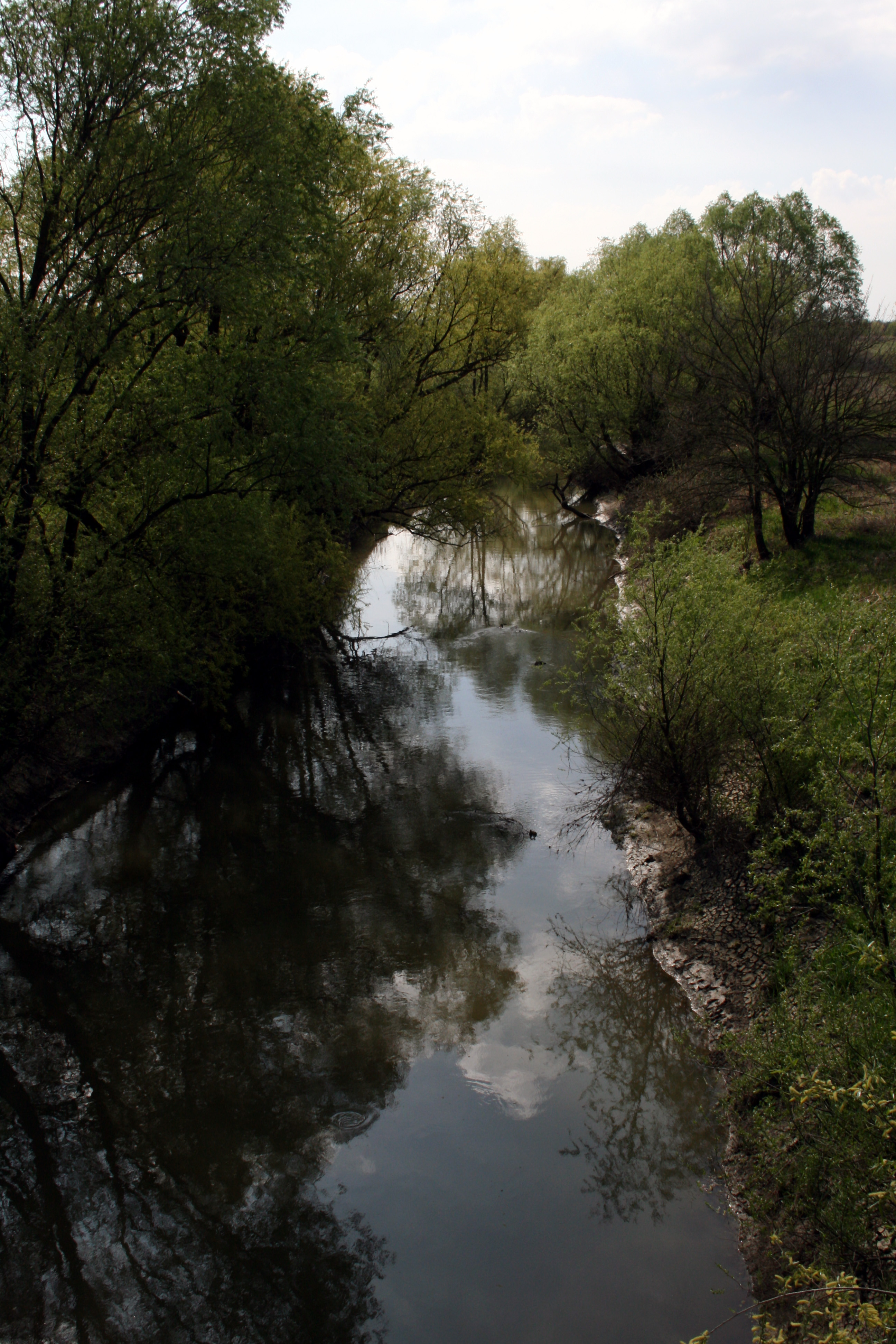
A Kraszna Mátészalka határában

Mátészalka földrajzát meghatározza, hogy két magyarországi kistáj, a Nyírség és a Szatmári-síkság határán helyezkedik el az Alföld északkeleti részén.

## Elhelyezkedés
A település a Nyírség és a Szatmári-síkság északnyugati határán, az egykori Ecsedi-láp szélén alakult ki. A Nyírség dombos, árvízmentes talaja a helyenkénti futóhomok dacára általában alkalmas volt földművelésre, az Ecsedi-láp széle, majd lecsapolása után a Kraszna folyó menti ártér állattenyésztésre volt inkább alkalmas. A folyószabályozás előtt a területen az állattartás formája az úgynevezett réti transzhumáció volt, amelynek során árvíz idején a száraz dombi területekre hajtották az állatokat. A folyó csatornává szabályozása és az egykori láp lecsapolása után megszűnt a sajátos lápi halászó-gyűjtögető gazdálkodás, ami számos család részére biztosította a minimális szintű megélhetést a halászat, pákászat, csíkászat, gyékény- és fűzfonás, nádkitermelés révén. Keletkezett viszont 350–400 km², a homokinál jobb, öntéstalajú terület a földművelés számára.

## Geológia
Mátészalka és környékének geológiai vizsgálata során a Pannon-tenger feltöltődéséig érdemes visszamenni a múltban, mivel akkor alakult ki térség altalaja. A pleisztocén korban az Északkeleti-Kárpátokból és Észak-Erdélyből érkező vízfolyások, a mai Tapoly, Ondava, Laborc, Ung, Latorca, Tisza, Szamos, Kraszna elődei 150-200 méter vastag hordalékkúpot építettek ki a területen. Ennek összetételében különböző, szürke, zöldesszürke, barnásszürke agyagos homok és homokos agyag rétegek váltakoznak, általában a szárazabb vagy nedvesebb időszakok, illetve a területre különböző irányokból hordalékot hozó vizek váltakozása nyomán. A hegyekből kilépő folyók a síkság peremén kavicsot, beljebb egyre finomabb homokot raktak le. A pleisztocén hordalékkúp alatt a Pannon-tenger üledékei találhatók.
A térség mezőgazdasági termőképességére legjellemzőbb adat az, hogy Mátészalkán a felszíni átlagosan két méteres vastagságú fiatal barnaföld alatt tíz méteres mélységig egykori futóhomok található, ami helyenként felszínre is jut.
A jégkorszak vége felé, a Würm-glaciális első időszakában a nyírségi térszín emelkedése miatt az Ős-Tisza és az Ős-Szamos elhagyta ezt a területet és délre, az Ér völgye felé fordult. A Tisza 20–18 ezer évvel ezelőtt, a Szamos 16–14 ezer évvel ezelőtt váltott újra, ezúttal északnyugati irányba. Mátészalka keleti határa a Szamos által felöltött tökéletes síkságon fekszik, csak távolabb, a Szamos menti, a folyó hordalékaiból épült Szamoshát „emelkedik” ki 2,5–3 méterre. A város nyugati oldalán a Nyírség dombjainak nyúlványai kissé nagyobb reliefenergiájú tájat alkotnak.
A holocént megelőzően a területen a száraz, hűvös, illetve enyhébb, nedves időszakok váltogatták egymást. A hűvösebb időszakok kedveztek a futóhomok kialakulásának, a nedvesebb időszakok megkötötték a talajt. A jelenkorban már nem volt komolyabb homokmozgás, illetve ami volt, az nagyrészt emberi tevékenység (erdőirtás, helytelen talajművelés) nyomán alakult ki.
Mátészalka északi és nyugati határában a futóhomokformákat periglaciális eredetű lösz borítja, de a déli határban helyenként a felszínen is megjelenik a futóhomok.

## Éghajlat
Mátészalka éghajlata az Alföld más területeihez képest hűvösebb. A Napból érkező globálsugárzás megfelel az országos átlagnak. Az északkeletről érkező hideg légtömegek nyomán a januári középhőmérséklet –3°C, azaz itt van az Alföld leghidegebb régiója. A júliusi középhőmérséklet 20–21°C, azaz egy-két fokkal elmarad az Alföld közepén mért értékektől. A nyári abszolút hőmérsékleti csúcs közelíti a 40°C fokot, a téli minimum –27°C körül van.
A Szatmár-Beregi-síkság az Alföld legcsapadékosabb része, az évi csapadékmennyiség délnyugatról északkeletre fokozatosan növekszik, mivel itt már kezd érvényesülni az Északkeleti-Kárpátok légemelő hatása. A városban az átlagos évi csapadék 555 mm, de nagy ingadozásokkal, gyakoriak az aszályos évek is.
A táj meglehetősen szeles, a leggyakoribb szél az északi, északkeleti. Tavasszal az erős szelek a homokos részeken homokverést okozhatnak, ami károsítja a haszonnövényeket.

## Vízrajz
Mátészalka folyója a csatornázott Kraszna, az Ecsedi-láp egykori táplálója. A talajvíz a Kraszna közelében átlagosan 2–2,5 méter mélyen érhető el, de csapadékos években az egykori lápi részeken elérheti a felszínt. A nyírségi oldalon 3–5 méter mélyen található.
1960-ban 1011 méter mélyen 58°C meleg termálvizet találtak, ami azóta a városi fürdőt táplálja. A viszonylag kis sókoncentrációjú nátrium-hidrogén-karbonátos víz hozama 120 l/perc, megengedett vízhozama 800 l/perc. Kísérőgáza 16,08 l/perc, ennek szabad metántartalma 50,08 NL/m³.

## Talaj
Mivel a város az egykori Ecsedi-láp illetve a homokdombos Nyírség határán fekszik, talaja változatos: a különféle homokos talajoktól a változatos agyagképletekig, a futóhomoktól öntéses réti talajokig terjed. A talajok minősége általában gyenge, egy 100-as skálán a helyenkénti futóhomok 3-as értékétől a ritkán előforduló humuszos öntéstalaj 48-as értékéig terjed.

## Növényzet
A vidék természetes növénytakarója az ember megjelenése, a kultúrmezőség kialakulása előtt nagyrészt erdő volt. A Nyírség területén tölgyerdők, illetve a táj nevét adó, nyírfában gazdag erdőségek voltak, amiket a domboldalakon homokos puszták, illetve a terep mélyedéseiben lápok tarkítottak. A Szatmári-síkságot az Ecsedi-láp mellett hatalmas ligeterdők fedték. A Kraszna mentén hínártársulások, nádasok, magassás- és mocsárrétek, láprétek és égeres láperdők maradványai figyelhetők meg.
Mátészalka környékén sok még a kocsányos tölgy, kötöttebb talajon a gyöngyvirágos tölgyes. Itt-ott találhatók kis gyertyánosok. Az egykori nyírerdőségek átérbe szorultak. Előfordul még a vadalma, vadkörte, mezei juhar, ezüst hárs, kőris. Az eredetileg a homok megkötésére ültetett akác egyre többfelé díszlik, tulajdonképpen inváziós fajjá vált és túlzottan kizsigereli a talajt.
A cserjék közül leggyakoribbak a mogyoró, galagonya, kökény, kecskerágó, fagyal, bodza. Az aljnövényzet legjellemzőbb növényei a boglárkák, kökörcsin, fehér és lila keltikék, piros árvacsalán. Árnyékos helyeken páfrányok is élnek.
A város szélén, a Kraszna partján helyenként fennmaradtak a korábbi lápvidék növényzetének képviselői, a folyót kísérő füzesek, itt-ott égeresek. A tavak partján a legelterjedtebb a közönséges nád, a békaszittyó, a gyékény, a magas sás. Sűrűn előfordul a sárga nőszirom, a mocsári aggófű, és a lila virágkáka. A nyírségi buckák közötti mélyebb részeken a sovány perje mellett a réti sás a leggyakoribb, majd a nedvesség elmaradásával a réti rozsnok kerül előtérbe. Ezek a szárazabb talajú rétek a legjobb kaszálók.

## Állatvilág
Az eredeti állatvilág, a korábban tömegesen előforduló nagy kócsagok és gödényfélék nagyrészt vagy teljesen eltűntek. Már a láp lecsapolása előtt kipusztult az európai vidra, a mostanában itt-ott újra megjelenő aranysakál, a nyírfajd. Az erdők mai madárvilágában nagy számban fordulnak elő a magevő énekesek, pintyfélék, a mezőkön a kékvércsék, kékcsókák, a vetési varjak és a kertek alatt a ligetes részeken a gerlék. Dúsabb növényzetű tájon itt-ott látható a fogoly is.

## Forrás
- ↑ Boros: Boros László: Mátészalka természeti földrajza. In  Ujváry Zoltán (szerk): Mátészalka története. Debrecen: Ethnica. 1992.  ISBN 963 47 1812 4
- ↑ Csomár: Dr. Csomár Zoltán: Mátészalka. Dr. Dömötör Sándor (lektor).  1968.   1–420. o. Hozzáférés: 2021. május 5. (fizetős hozzáférés)